# Andrew Taylor (écrivain)
Pour les articles homonymes, voir Taylor et Andrew Taylor (homonymie).
Andrew Taylor, né le 14 octobre 1951 dans l'Est-Anglie, en Angleterre, est un écrivain britannique, auteur de roman policier et de roman historique.

## Biographie
Il fait ses études supérieures au Emmanuel College de l'Université de Cambridge et reçoit une maîtrise de l'University College de Londres.
En 1982, il publie son premier roman, Minuscule Caroline (Caroline Minuscule). C'est le premier volume d'une série consacrée à William Dougal, un étudiant travaillant dans une entreprise de sécurité en Angleterre. Avec ce roman, il est lauréate du New Blood Dagger Award 1982 et finaliste du prix Edgar-Allan-Poe 1984 du meilleur premier roman.
En 1997, il commence une trilogie historique Requiem pour un ange (Roth). Avec le troisième roman, L'Office des morts (The Office of the Dead), paru en 2000, il remporte le Historical Dagger Award 2001. Il gagne ce prix à deux autres reprises : en 2003, avec An Unpardonable Crime, et en 2013, avec Un parfum de mort (The Scent of Death).
Deux des romans de la trilogie Requiem pour un ange, intitulés respectivement Le Jugement des étrangers (The Judgement of Strangers) et L'Office des morts (The Office of the Dead) ont été adaptés en 2007 pour des épisodes pour la mini-série télévisée britannique Fallen Angel (en).
En 2009, il reçoit un  Diamond Dagger Award pour l'ensemble de son œuvre.

## Œuvre

### Romans signés Andrew Taylor

#### SérieWilliam Dougal
1. Caroline Minuscule (1982) Publié en français sous le titre Minuscule Caroline, Paris, Éditions Liana Levi, coll. « À corps et à crime », 2001  (ISBN 2-86746-265-7)
2. Waiting for the End of the World (1984)
3. Our Fathers' Lies (1985)
4. An Old School Tie (1986)
5. Freelance Death (1987) Publié en français sous le titre La Monnaie de sa pièce, Paris, Éditions Liana Levi, coll. « À corps et à crime », 2001  (ISBN 2-86746-279-7)
6. Blood Relation (1990)
7. The Sleeping Policeman (1992)
8. Odd Man Out (1993)

#### SérieBlaines
1. The Second Midnight (1987)
2. Blacklist (1988)
3. Toyshop (1990)

#### SérieLydmouth
1. An Air That Kills (1994)
2. The Mortal Sickness (1995)
3. The Lover of the Grave (1997)
4. The Suffocating Night (1998)
5. Where Roses Fade (2000)
6. Death's Own Door (2001)
7. Call the Dying (2004)
8. Naked to the Hangman (2006)

#### SérieRequiem pour un ange(Roth)
1. The Four Last Things (1997) Publié en français sous le titre Les Quatre Fins dernières, Paris, Presses de la Cité, coll. « Sang d'encre », 2002  (ISBN 2-258-06028-1)
2. The Judgement of Strangers (1998) Publié en français sous le titre Le Jugement des étrangers, Paris, Presses de la Cité, coll. « Sang d'encre », 2003  (ISBN 2-258-06029-X)
3. The Office of the Dead (2000) Publié en français sous le titre L'Office des morts, Paris, Presses de la Cité, coll. « Sang d'encre », 2004  (ISBN 2-258-06030-3)

#### SérieEdward Savill
1. The Scent of Death (2013) Publié en français sous le titre Un parfum de mort, Saint-Victor-d'Épine, City, 2014  (ISBN 978-2-8246-0493-0)
2. The Silent Boy (2014)

#### SérieMarwood and Lovett
1. Ashes of London (2016)
2. The Fire Court (2018)
3. The King's Evil (2019)
4. The Last Protector(2020)
5. The Royal Secret (2021)
6. The Shadows of London  (2023)

#### Autres romans
- Hairline Cracks (1988)Publié en français sous le titre Poursuite fatale, Paris, Rageot, coll. « Cascade policier »,1993  (ISBN 2-7002-2071-4)
- The Private Nose (1989)
- Snapshot (1989)
- Double Exposure (1990)
- The Raven on the Water (1991)
- Negative Image (1992)
- The Barred Window (1993)
- The Invader (1994)
- An Unpardonable Crime (2003), aussi paru sous le titre The American Boy
- A Stain on The Silence (2006)
- Bleeding Heart Square (2008) Publié en français sous le titre Le diable danse à Bleeding, Paris, Le Cherche midi, coll. « NéO », 2010  (ISBN 978-2-7491-1609-9) ; réédition Paris, Le Grand Livre du mois, 2010  (ISBN 978-2-286-07447-0), réédition Pocket, coll. « Presses-Pocket » no 14567, 2013  (ISBN 978-2-2662-1047-8)
- The Anatomy of Ghosts (2010)

### Recueil de nouvelles
- Waiting For Mr Right (2012)

### Novellas
- The Long Sonata of the Dead (2013)
- Broken Voices (2014)
- Silent Wounds (2014)
- Fireside Gothic (2016)

### Romans signés Andrew Saville

#### SérieBergerac
1. Bergerac Is Back (1985)
2. Crimes of the Season (1985)
3. Bergerac and the Fatal Weakness (1988)
4. Bergerac and the Jersey Rose (1988)
5. Bergerac and the Traitor's Child (1989)
6. Bergerac and the Moving Fever (1990)

## Adaptations
- 2007 : The Judgement of Strangers et The Office of the Dead, épisodes pour la mini-série télévisée britannique Fallen Angel (en) réalisés par David Drury, adaptations des romans éponymes

## Prix et distinctions

### Prix
- New Blood Dagger Award 1982 pour Caroline Minuscule[1]
- Historical Dagger Award 2001 pour The Office of the Dead[1]
- Historical Dagger Award 2003 pour An Unpardonable Crime[1]
- Cartier Diamond Dagger 2009[1],[2]
- Historical Dagger Award 2013 pour The Scent of Death[1]

### Nominations
- Prix Edgar-Allan-Poe 1984 du meilleur premier roman pour Caroline Minuscule[3]
- Prix Barry 2004 pour An Unpardonable Crime[4]
- Gold Dagger Award 2005 pour Our Fathers' Lies[1]
- The Richard and Judy Best Read of the Year pour The American Boy[5]
- Historical Dagger Award 2008 pour Bleeding Heart Square[1]
- Prix Barry 2009 pour Bleeding Heart Square[4]
- Historical Dagger Award 2010 pour The Anatomy of Ghosts[1]
- Historical Dagger Award 2015 pour The Silent Boy[1]